# 劉秀盈
劉秀盈（1980年12月17日—），中學就讀嘉諾撒聖瑪利書院，2002年畢業於香港中文大學新聞及傳播學院，曾經在無綫電視無綫新聞新聞及公共事務部當實習記者，其後一度轉到報館任職文字記者。劉秀盈曾經擔任香港電台第一台的《開心日報》《精靈一點》節目主持人，及香港電台電視部《警訊》節目主持。現時主要負責香港電台第一台《管理新思維》。

## 曾任節目主持

### 電台節目
- 香港電台第一台：《開心日報》、《精靈一點》、《管理新思維》

### 電視節目
- 香港電台電視部：《警訊》